# Guillermo d'Aragon
Guillermo d'Aragon est un bref comte de Malte vers 1377.
Il est le fils illégitime du roi Frédéric III de Sicile et d'une maitresse inconnue.
Malte avait été attribué en 1366 à Manfredi III Chiaromonte. Mais cette nomination avait été mal acceptée par l'homme fort de l'île, Giacomo de Pellegrino à la fois capitaine de la garnison et corsaire. La révolte dure plusieurs années jusqu'à ce qu'elle soit matée par une flotte de galère génoise et par la visite sur l'île de Frédéric III en personne. Le roi décide alors de faire administrer l'île par Jean Frédéric d'Aragon en lui demandant de rester vivre sur place afin de calmer durablement la révolte.
À la mort du roi en 1377, le comté de Malte revient par testament à Guillermo. Mais il semble que cette nomination ait été virtuelle, Malte étant attribuée par le roi Pierre IV d'Aragon à Louis Frédéric d'Aragon. En réalité, il est probable que Malte ait continué d'être administrée par Manfredi III Chiaromonte, devenu le vicaire et dirigeant principal de Sicile.

Il était marié à Beatrice d'Aragón-Avola (fille de Giovanna et Juan de Aragón, baron d'Avola, et petite-fille de Orlando d'Aragon) dont il eut au moins une fille, Giovanna, qui épousa Pietro di Gioeni, Baron d'Ardore.
Une autre fille lui est parfois attribuée, Margarita d'Aragon, qui épousa Giacomo de Pellegrino mais il est plus vraisemblable que Margarita ait été la fille illégitime de Guillaume II d'Athènes, fils de Frédéric II de Sicile.